# Club TreEmme
Il Club TreEmme è un'associazione di promozione sociale ludica non a scopo di lucro che ha l'obiettivo di diffondere e condividere informazioni su giochi da tavolo, Wargames, giochi di carte, giochi di ruolo e di altro genere, facilitando i contatti fra giocatori e organizzando tornei e manifestazioni.
Il Club è stato fondato a Modena nel 1981 e conta complessivamente più di 200 soci. Tra le attività la più interessante è certamente Play, già ModCon, congresso annuale di appassionati del genere che ha raggiunto le 45 000 presenze nell'edizione 2023.

## Storia
Il Club TreEmme nasce ufficialmente nel dicembre 1980 nei sotterranei del negozio "I giochi dei grandi" di Modena. L'iniziativa parte da un gruppo di amici già da tempo accomunati dalla passione del gioco di simulazione e il modellismo.
Il nome originale, scelto dopo lunghe discussioni, fu Modellisti Militari Modenesi, sintetizzato in 3M, e come simbolo fu scelto un carroarmato sovraimpresso al mondo. Dopo molti anni, verso la fine degli anni '90, con l'avvento di internet, la denominazione fu modificata in TreEmme per soddisfare le legittime pretese di possibile lesione di marchio identificativo della Minnesota Mining and Manufacturing Company (3M).

### Primi passi
Immediatamente dopo l'apertura, si sparse la voce dell'esistenza del Club, favorita dalla presenza del negozio (successivamente trasformatosi in Orsa Maggiore, che cessò l'attività nella seconda metà degli anni 2000). Sebbene le prime sedute di gioco si tenessero nello scantinato del negozio, il numero degli aderenti crebbe rapidamente e si rese necessaria una sede fissa.
Per qualche tempo il Club fu ospitato all'interno della Polisportiva Crocetta, nella quale aveva una stanzetta riservata e una zona molto più estesa in comune con altri gruppi. Nel primo anno di esistenza le attività consitettero nel lancio della prima fanzine di gioco di simulazione italiana, War, l'ideazione del Torneo Master, una sorta di torneo continuo tra giocatori a livello nazionale e nell'organizzazione di svariati tornei. Dopo un anno di vita il Club contava già una ventina di soci.

## Attività
- 1985 - 1998: Campionato nazionale di Advanced Dungeons and Dragons
- 1988: Corso per Dungeon Masters, otto incontri per introdurre in maniera facile ed accessibile le regole dei principali giochi di ruolo nonché le tecniche di drammatizzazione, di regia e di animazione di gruppo.
- 1998: Collaborazione con Accademia militare di Modena
- 1998: Lupo Solitario, introduzione all'avventura e al Libro Game, in collaborazione con il Quartiere Buon Pastore.
- 1994-95: Spazio giochi all'interno di “Giochiamo”
- 1989-90 Corsi e gare di pittura per miniature e per la costruzione di diorami.
- 1989: “Il sigillo di Hammerdal”, mostra di ambienti e personaggi fantasy, il collaborazione con la Biblioteca del quartiere Buon Pastore
- 1990: Concorso letterario “Merlino o il soggetto dell'avventura”, per giovani autori di racconti fantastici (in collaborazione con la Biblioteca del Quartiere Buon Pastore)
- 1991: “Futuro Remoto”, rassegna di film fantastico e d'animazione con la collaborazione dell'Assessorato alla Cultura del Comune di Modena e la Circoscrizione S.Agnese / S.Damaso.
- 1991-92: tornei all'interno delle convention di fantasy e fantascienza ItalCon'93 e FanCon'92
- 1991-96: spazio gioco all'interno di “DivertiModena, "Giochiamo" e “Circoli e Cortili”.
- 1996: apre il "Labirinto Maledetto", sito web che per anni sarà il punto di riferimento italiano per i giochi di ruolo e simulazione.
- 2007: Settembre, realizzazione presso la Polisportiva Sacca della XXV Convention Nazionale dei Giocatori, "ModCon 2007".
- 2008: 28 agosto-22 settembre, partecipazione alla Festa Provinciale del Partito Democratico, con l'allestimento dello spazio permanente "TreEmme in Festa", dove tutta la cittadinanza può scoprire e provare gratuitamente tutte le tipologie di gioco proposte dalla nostra associazione.
- 2008: 27-28 settembre, realizzazione I Edizione di "PLAY: Festival del Gioco", in collaborazione con Modena Esposizioni, Ente Locale preposto alla gestione del quartiere fieristico
- 2009: 27 agosto-20 settembre, partecipazione alla Festa Provinciale del Partito Democratico, attraverso la realizzazione della II Edizione "TreEmme in Festa".
- 2010: 13-14 marzo, realizzazione II Edizione di "PLAY: Festival del Gioco", sempre in collaborazione con Modena Esposizioni, con la partecipazione di case produttrici di giochi della statura di LEGO, che sceglie PLAY per il lancio della sua nuova linea di Giochi da Tavolo.
- 2010: 26 agosto-20 settembre, partecipazione alla Festa Provinciale del Partito Democratico, con la III Edizione di "TreEmme in Festa".
- 2010: 17-19 settembre, Inizio celebrazioni del 30º anniversario dell'Associazione, che dureranno per tutto il 2011.
- 2011: 26-27 marzo, realizzazione III Edizione di "PLAY: Festival del Gioco", in collaborazione con Modena Esposizioni, con la partecipazione di numerosi rinomati Autori, Distributori ed Editori di Giochi nostrani ed internazionali.
- 2011: 25 agosto-19 settembre, partecipazione alla Festa Provinciale del Partito Democratico, con la IV Edizione di "TreEmme in Festa".
- 2012: 24-25 marzo, realizzazione IV Edizione di "PLAY: Festival del Gioco", in collaborazione con Modena Esposizioni, con la partecipazione di numerosi rinomati Autori, Distributori ed Editori di Giochi nostrani ed internazionali.
- 2012: 23 agosto-17 settembre, partecipazione alla Festa Provinciale del Partito Democratico, con la V Edizione di "TreEmme in Festa".
- 2013: 6-7 aprile, realizzazione V Edizione di "PLAY: Festival del Gioco", in collaborazione con Modena Esposizioni, con la partecipazione di numerosi rinomati Autori, Distributori ed Editori di Giochi nostrani ed internazionali.
- 2013: 14 aprile, organizzazione TreEmme Sundays, giornata di apertura al pubblico per la diffusione del gioco intelligente per le famiglie ed i giovani
- 2013: 19-21 aprile, organizzazione e partecipazione a Modena 1813, rievocazione storica in collaborazione con l'Amministrazione Comunale presso Parco Ferrari
- 2013: 28 aprile, organizzazione e partecipazione TreEmme in Centro, postazioni di gioco aperte al pubblico nelle strade del centro della città, in collaborazione con le Associazioni dei Commercianti e delle Contrade.
- 2013: 28 aprile, Realizzazione prima tappa annuale Torneo di Warhammer Fantasy Battles (Games Workshop).
- 2013: 11 maggio, partecipazione alle attività della Festa della Polisportiva Sacca, con apertura della sede a tutte le realtà sociali che convivono con la nostra associazione.
- 2013: 26 maggio, Realizzazione seconda tappa annuale Torneo di Warhammer Fantasy Battles (Games Workshop).
- 2013: 7 luglio, Realizzazione terza tappa annuale Torneo di Warhammer Fantasy Battles (Games Workshop).
- 2013: 27 agosto-23 settembre, partecipazione alla Festa Provinciale del Partito Democratico, con la VI Edizione di "TreEmme in Festa"
- 2013: 27 ottobre, organizzazione TreEmme Sundays, giornata di apertura al pubblico per la diffusione del gioco intelligente per le famiglie ed i giovani
- 2013: 8-15-22-27 novembre-6 dicembre, organizzazione Corso per Master di Giochi di Ruolo, in collaborazione con il coordinamento Biblioteche Modenesi, presso Auditorium Biblioteca Crocetta Circoscrizione 3.
- 2013: 24 novembre, Realizzazione quarta tappa annuale Torneo di Warhammer Fantasy Battles (Games Workshop).
- 2013: 1º dicembre, organizzazione TreEmme Sundays, giornata di apertura al pubblico per la diffusione del gioco intelligente per le famiglie ed i giovani
- 2013: 21 dicembre, organizzazione Torneo di StreetBowl.
- 2014: 11-12 gennaio, organizzazione Torneo Royal Rumble di BloodBowl.
- 2014: 23-30 gennaio-6-13-20 febbraio, organizzazione seconda edizione del seminario NewGame, in collaborazione con Assessorato alla Cultura ed Università di Modena e Reggio.
- 2014: 16 febbraio, organizzazione TreEmme Sundays, giornata di apertura al pubblico per la diffusione del gioco intelligente per le famiglie ed i giovani
- 2014: 2 marzo, realizzazione prima tappa annuale Torneo di Warhammer Fantasy Battles (Games Workshop).
- 2014: 16 marzo, organizzazione selezioni regionali Torneo di YU-GI-OH in collaborazione con Modena Fumetto.
- 2014: 22 marzo, partecipazione integrativa ludica alle selezioni regionali dei Giochi Matematici presso ITI Enrico Fermi, in collaborazione con il Consiglio Docente.
- 2014: 23 marzo, organizzazione TreEmme Sundays, giornata di apertura al pubblico per la diffusione del gioco intelligente per le famiglie ed i giovani
- 2014: 5-6 aprile, realizzazione VI Edizione di "PLAY: Festival del Gioco", in collaborazione con Modena Esposizioni, con la partecipazione di numerosi rinomati Autori, Distributori ed Editori di Giochi nostrani ed internazionali

## Le sedi locali
Dopo il 2000 il Club si è dotato di una struttura decentrata e federale. Nel 2007, la struttura federativa ha cessato la sua utilità, ripristinando l'autonomia di gestione attraverso i rispettivi Consigli Direttivi delle associazioni, che sono divenute autonome, seppure in alcuni casi, mantenendo la denominazione sociale comune Club TreEmme.

### TreEmme Carpi
Il TreEmme Carpi nasce il 2 febbraio 1996 come 'costola' del Club TreEmme di Modena, dal quale diverrà totalmente indipendente l'anno successivo. Il club ha la sua prima sede sopra il bar del Corso.
I giochi più gettonati erano quelli della Games Workshop di allora (Space Marine, Space Hulk, Epic 40k e i vari Warhammer), BattleTech, Starfleet Battles, e tanti altri ancora.
Nel 1998 Il club organizza la prima manifestazione di un certo rilievo, "La Scaglia del Drago" (dove si registra un torneo di AD&D con circa 20 squadre iscritte).
Nel 2001 si organizza la prima edizione di "Nella Terra di Mezzo".
Nel 2003 il consiglio e una fetta consistente dei soci decidono di staccarsi dal TreEmme. Segue una lunga controversia personale e legale che porta alla creazione di una nuova associazione carpigiana (Le Tre Torri), la nuova sede è presso Corso Manfredo Fanti, 89
Nel biennio successivo si organizza una manifestazione importante, la "GiocaCarpi" che continua ad essere organizzata tuttora nel mese di gennaio

### TreEmme Roma - Reindeer
Filiale romana del Club TreEmme è l'associazione ludico culturale non a scopo di lucro Reindeer Corporation. Fondata nel 1998 come associazione a sé stante, confluisce poi nel 2004 nel Club TreEmme, diventandone la sede romana, data la comune visione del mondo ludico e della diffusione dei giochi intelligenti.

A partire dallo stesso anno la Reindeer Corporation promuove l'iniziativa GiocaRoma, convention di giocatori per giocatori, nello spirito della gratuità dell'evento e della cultura ludica.
A partire dalle prime due edizioni, le fnord-con 2004 e 2005, la manifestazione che spazia dai giochi da tavolo, giochi di ruolo e wargame, si è andata evolvendo ottenendo il patrocinio del Consiglio Regionale del Lazio.

Altra iniziativa, realizzata grazie alla disponibilità del Museo storico dell'Aeronautica Militare di Vigna di Valle, è Sulle Ali del Gioco, manifestazione ludica con giochi a tema aeronautico all'interno degli hangar del museo. Immancabile ospite della manifestazione, giunta nel 2008 alla terza edizione, Andrea Angiolino, autore, tra gli altri, di Wings of War e Il Gobbo maledetto.